# Fobos (astronomia)
Fobos (Φόβος, in lingua greca; indicato anche come Marte I) è il maggiore e il più interno dei due satelliti naturali di Marte (l'altro è Deimos). Scoperto il 17 agosto 1877 dall'astronomo statunitense Asaph Hall, è stato così nominato, su suggerimento di Henry Madan, dal personaggio della mitologia greca Fobos, uno dei figli di Ares e Afrodite.
Orbita, a meno di 6000 km dalla superficie di Marte, in 7 ore e 39 minuti. È il satellite naturale noto più vicino al proprio pianeta e completa tre orbite nel tempo che Marte impiega per ruotare su sé stesso; se osservato da Marte, sorge a ovest e tramonta a est. Pur così vicino al pianeta, con un diametro di circa 22 km, appare molto più piccolo della Luna vista dalla Terra.
La sua origine e la sua composizione rimangono incerte, potrebbe essere un asteroide catturato oppure essersi formato contemporaneamente a Marte o poco dopo a causa di un impatto. È poco riflettente, ha forma irregolare e assomiglia a un asteroide carbonioso. Il cratere Stickney di 8 km di diametro è la caratteristica più prominente di Fobos, sebbene piuttosto peculiari risultino soprattutto le striature (grooves) che percorrono gran parte della superficie. Dagli anni settanta è stato oggetto di osservazioni ravvicinate da parte di sonde spaziali orbitanti attorno a Marte, che hanno permesso di chiarire alcuni dubbi sul suo aspetto, la sua composizione e la sua struttura interna.

## Osservazione

### Dalla Terra
L'osservazione di Fobos dalla Terra è ostacolata dalle sue ridotte dimensioni e dalla sua vicinanza al pianeta rosso. È osservabile solo per un limitato periodo di tempo quando Marte è prossimo all'opposizione e appare come un oggetto puntiforme, senza che sia possibile risolverne la forma. In tale circostanza Fobos raggiunge una magnitudine di 11,6. Per confronto Marte può raggiungere una magnitudine massima di −2,8, risultando poco meno di 600 000 volte più luminoso. Inoltre all'opposizione Fobos si discosta in media 24,6 arcosecondi dal pianeta. Di conseguenza è più semplice osservare Deimos, che si discosta da Marte 61,8 arcosecondi, pur raggiungendo una magnitudine di 12,8.
Per procedere all'osservazione di entrambi i satelliti, in condizioni particolarmente favorevoli, è necessario disporre di un telescopio di almeno 12 pollici (30,5 cm). Utilizzare un elemento che occulti il bagliore del pianeta e dispositivi per la raccolta di immagini quali lastre fotografiche o CCD, con esposizioni di alcuni secondi, risulta d'aiuto.

### Da Marte

Deimos (sinistra) e Fobos (destra), fotografati dal rover Spirit dalla superficie di Marte

Fobos appare grande quanto un terzo della Luna vista dalla Terra. Data la sua vicinanza col pianeta, la vista migliore si ottiene dalle latitudini equatoriali della superficie di Marte e appare tanto più piccolo quanto maggiore è la latitudine dell'osservatore; risulta invece completamente invisibile (sempre oltre l'orizzonte) da latitudini maggiori di 69°. Raggiunge una magnitudine apparente massima di −3,9 all'opposizione (corrispondente a una fase di Luna piena) con un diametro angolare di 8'.
Poiché Fobos completa un'orbita in meno di un giorno marziano, un osservatore sulla superficie del pianeta lo vedrebbe sorgere a ovest e tramontare a est. Il suo moto sarebbe molto veloce, con un periodo apparente di 11 ore (in 4,5 delle quali attraversa il cielo, sorgendo nuovamente 6,5 ore dopo). Il suo aspetto, inoltre, varierebbe a causa del fenomeno delle fasi, il cui ciclo si completa in una notte.
Sempre a causa della sua peculiare vicinanza al pianeta, Fobos viene eclissato da Marte, salvo che per brevi periodi in prossimità degli equinozi, subito dopo esser sorto fino a poco prima di tramontare, rimanendo un'ombra scura vagante per gran parte del suo percorso apparente del cielo marziano.

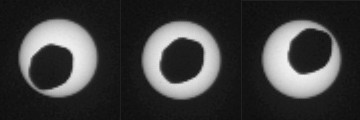
Un transito di Fobos da Marte, visto dal rover Curiosity il 28 agosto 2013

Il diametro angolare del Sole visto da Marte è di circa 21'. Di conseguenza non possono verificarsi eclissi totali sul pianeta, perché le due lune sono entrambe troppo piccole per coprire il disco solare nella sua interezza. D'altra parte dall'equatore è possibile osservare transiti di Fobos quasi ogni giorno; essi sono molto rapidi e si concludono in meno di mezzo minuto circa. Invece Deimos transita sul disco solare una volta al mese circa, ma il fenomeno, che dura circa un minuto e mezzo, rimane poco visibile.

### Marte visto da Fobos
Fobos è in rotazione sincrona con Marte, cioè mostra sempre la stessa faccia al pianeta, come la Luna alla Terra. Così da tale faccia Marte sarebbe sempre visibile, raggiungendo una dimensione di 42° (pari a circa 80 volte quella della Luna piena vista dalla Terra). Invece dalla faccia opposta sarebbe possibile osservare periodicamente Deimos.
Inoltre, come quello di Fobos visto da Marte, l'aspetto di quest'ultimo visto dal satellite cambia a seconda dell'angolazione d'arrivo dei raggi del Sole.

## Storia delle osservazioni

### Anticipazioni

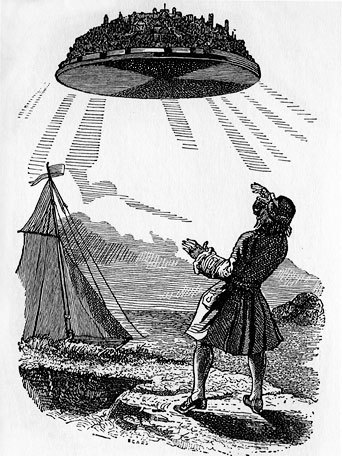
L'isola volante di Laputa, dal romanzo di Swift, sede degli scienziati che descrissero i moti delle lune di Marte

Le due lune di Marte furono "scoperte" prima nel mondo della fantasia che in quello reale. Con un ragionamento tanto logico quanto assurdo, all'inizio del XVII secolo Keplero aveva ipotizzato che Marte potesse avere due satelliti, essendo allora noto che ne avesse uno il pianeta che lo precede, la Terra, e quattro quello subito seguente, Giove.
Nel 1726 Jonathan Swift, probabilmente ispirato dall'ipotesi di Keplero, nei suoi Viaggi di Gulliver fece descrivere agli scienziati di Laputa il moto di due satelliti orbitanti attorno a Marte. Voltaire, presumibilmente influenzato da Swift, fornì una descrizione analoga nel suo racconto filosofico Micromega del 1752. Al tempo di entrambi, i telescopi non erano abbastanza potenti da poter individuare satelliti così piccoli come Fobos e Deimos. Si tratta quindi di licenze letterarie, se non di vera e propria satira verso gli scienziati del tempo.

### Scoperta
Asaph Hall scoprì Deimos il 12 agosto 1877 e Fobos il seguente 18 agosto (le fonti dell'epoca adottano la convenzione astronomica, precedente al 1925, che il giorno inizi a mezzogiorno; conseguentemente le scoperte sono riferite rispettivamente all'11 e al 17 agosto) con il telescopio rifrattore di 26 pollici (66 cm) di diametro dello United States Naval Observatory a Washington, il più potente allora esistente, inaugurato quattro anni prima. Hall in quel periodo stava cercando sistematicamente delle possibili lune di Marte e per riuscire nell'impresa aveva utilizzato il micrometro in dotazione allo strumento per schermare la luce del pianeta. Il 10 agosto aveva già visto una luna del pianeta, ma, a causa del maltempo, non riuscì a identificarla se non nei giorni seguenti.

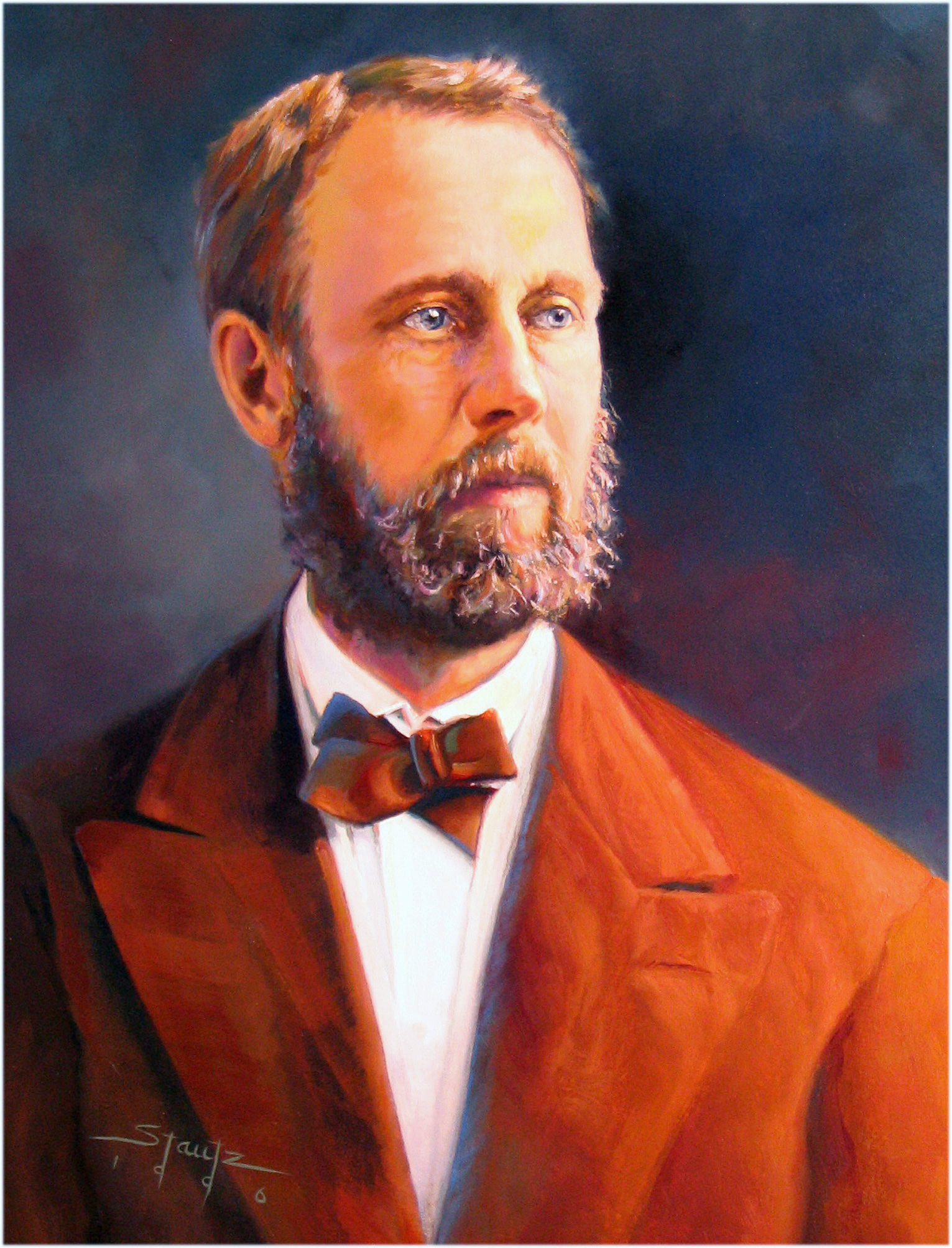
Asaph Hall, scopritore di Fobos e Deimos

I nomi delle due lune, adottati inizialmente con la grafia Phobus e Deimus, furono proposti da Henry Madan (1838 – 1901), "Science Master" a Eton e richiamano quelli dei personaggi di Fobos (paura) e Deimos (terrore) che, secondo la mitologia greca, accompagnavano in battaglia il loro padre Ares, dio della guerra. Ares è l'equivalente greco della divinità romana Marte.
(Omero, Iliade, libro XV, 119-120)

### Osservazioni successive
Le dimensioni e le caratteristiche orbitali dei satelliti di Marte hanno consentito, per lungo tempo, la loro osservazione solo in occasioni favorevoli, con il pianeta all'opposizione e i due satelliti in condizioni di elongazione adeguata, che ricorrono circa ogni due anni, con condizioni particolarmente favorevoli che si verificano circa ogni sedici anni. La prima configurazione favorevole si verificò nel 1879. Numerosi osservatori, in tutto il mondo, parteciparono alle osservazioni con lo scopo di determinare con esattezza le orbite dei due satelliti.

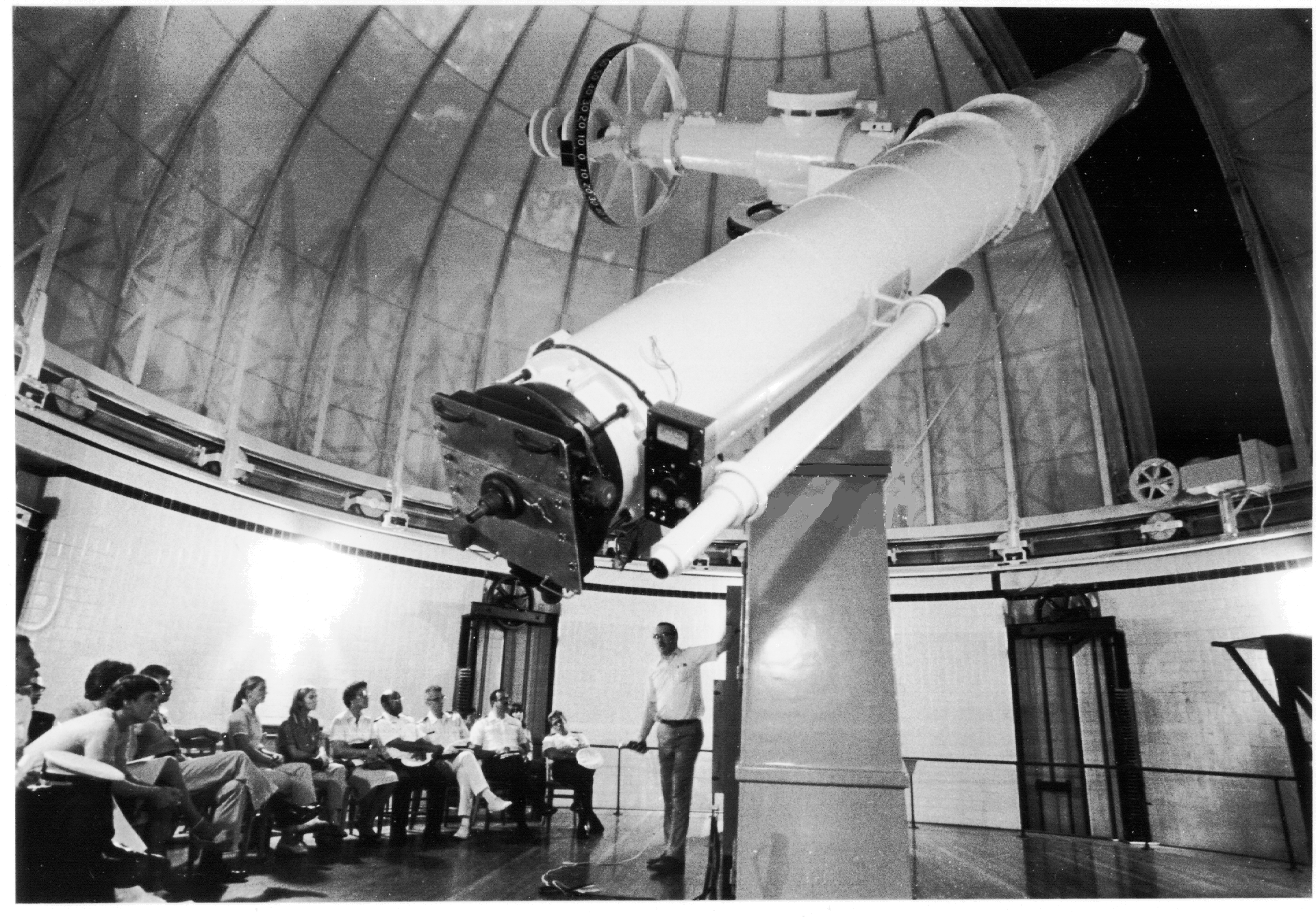
Il telescopio rifrattore dello United States Naval Observatory utilizzato per la scoperta e le successive osservazioni dei satelliti naturali di Marte

Nei quarant'anni seguenti la maggior parte delle osservazioni (più dell'85% del totale di quelle compiute tra il 1888 e il 1924) avvennero presso due osservatori statunitensi, lo United States Naval Observatory e l'Osservatorio Lick, con l'obiettivo, tra gli altri, di determinare la direzione dell'asse di rotazione del pianeta. Tra il 1926 e il 1941 proseguì soltanto il Naval Observatory, con 311 osservazioni visuali. Dal 1941 in poi, le osservazioni avvennero solo con la tecnica fotografica.
Nei quindici anni seguenti le ricerche furono poche o nulle e ripresero nel 1956, volte soprattutto a individuare eventuali altri satelliti. Nel 1945 Bevan P. Sharpless aveva rilevato un'accelerazione di Fobos, che era stata predetta teoricamente da Hermann Struve all'inizio del Novecento con studi di meccanica orbitale. Nonostante ciò, alcuni astronomi provarono a spiegarla come effetto delle perturbazioni della tenue atmosfera marziana. L'informazione non ricevette particolare attenzione finché non fu ripresa da Iosif Šklovskij, che nel 1959 avanzò l'ipotesi che Fobos potesse essere un oggetto cavo e - speculò - un satellite artificiale lanciato da una civiltà aliena presente anticamente sul pianeta. Tale ipotesi guadagnò una certa notorietà e fu riproposta nel 1966 da Šklovskij stesso nel libro Intelligent Life in the Universe scritto con Carl Sagan. La controversia che l'accompagnò portò a nuove osservazioni astrometriche, che coinvolsero entrambe le lune, negli anni sessanta e settanta, che confermarono l'accelerazione orbitale, ma riducendola a soli 1,8 cm l'anno anziché i 5 cm l'anno misurati inizialmente da Sharpless, che così ridotta poteva essere spiegata con effetti mareali.
Nel 1988, in concomitanza con le missioni sovietiche del Programma Phobos, furono condotte osservazioni da Kudriavcev e colleghi. Nei dieci anni seguenti, invece, le due lune non furono oggetto di alcuna osservazione, fino al 2003, quando osservazioni molto accurate furono condotte dall'Osservatorio Lowell.
Osservazioni spettroscopiche di Fobos e Deimos sono state condotte dalla fine degli anni ottanta prima con l'Infrared Telescope Facility, presso l'osservatorio di Mauna Kea, e poi con il telescopio spaziale Hubble, confrontando i dati ottenuti con quelli di asteroidi appartenenti alle classi C, P, D e T. Sebbene siano state trovate alcune similitudini, i risultati non sono risultati definitivi e non hanno permesso di identificare la composizione delle due superfici.
Osservazioni radar sono state condotte nel 1989 dall'osservatorio Goldstone e nel 2005 dal radiotelescopio di Arecibo. Per lo strato superficiale di regolite che ricopre Fobos è stata stimata una densità di (1,6±0,3)×103 kg/m³.
Fobos non è risultato invece un obiettivo accessibile per le ottiche adattive del Very Large Telescope.

### Missioni spaziali

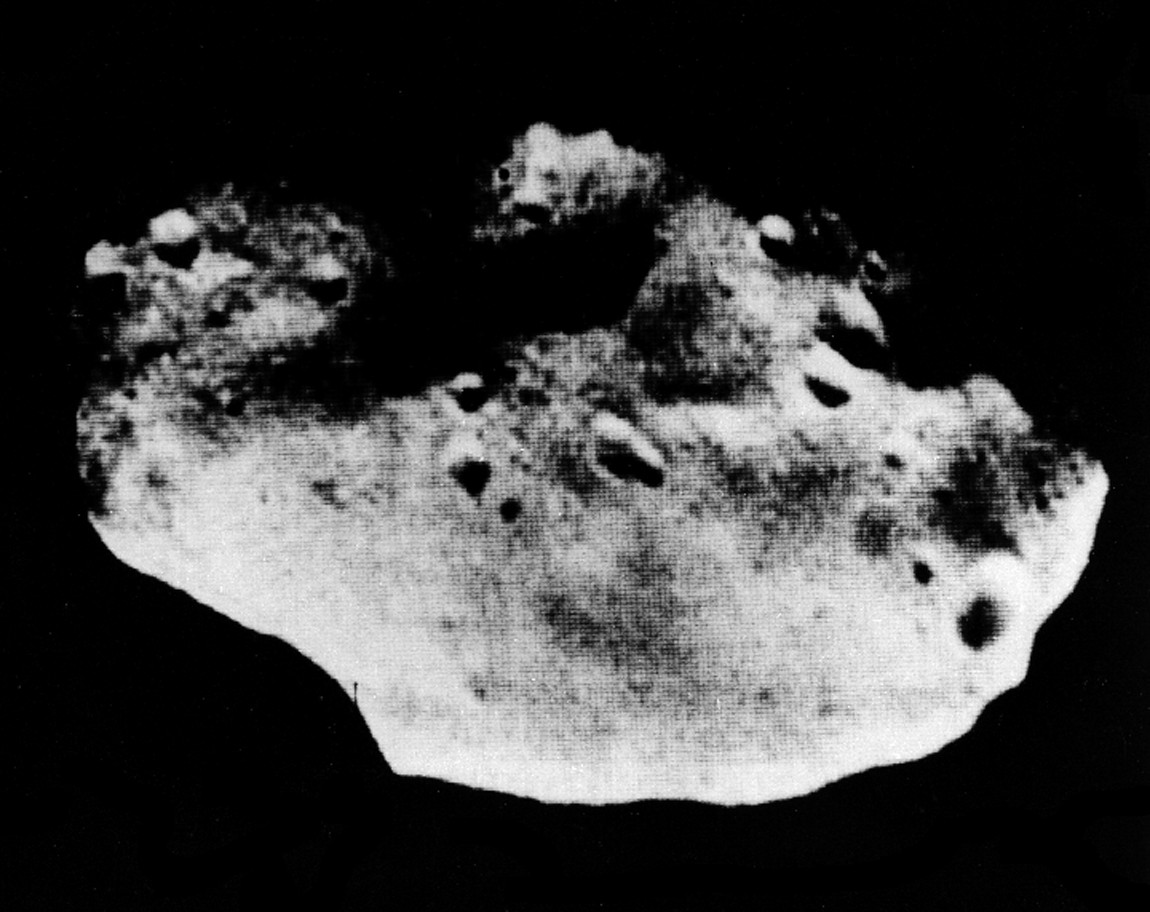
Prima immagine ravvicinata di Fobos, ripresa dalla sonda Mariner 9 nel 1971 da una distanza di poco superiore a

Difficilmente osservabili dalla Terra, è stato possibile studiare estensivamente Fobos e Deimos solo grazie all'esplorazione spaziale del pianeta rosso. La prima sonda a fotografare Fobos fu il Mariner 7 nel 1969. Le immagini ottenute non consentirono di identificare alcuna caratteristica della superficie; nella migliore di esse, identificata dalla sigla 7F91, Fobos occupava solo quaranta pixel, che permisero tuttavia una stima del suo diametro e della sua albedo.
La missione successiva fu quella del Mariner 9, che raggiunse Marte nel 1971 e trovò il pianeta interessato da una tempesta di sabbia globale che impedì l'osservazione diretta della superficie marziana per circa due mesi. Parte di questo periodo fu allora utilizzato per condurre uno studio approfondito dei due satelliti di Marte. La sonda raccolse un centinaio di immagini di Fobos - con una risoluzione massima di 100 metri - che permisero di determinarne le dimensioni, la forma e il periodo di rotazione, di migliorare le conoscenze sul suo moto orbitale e di identificare le principali caratteristiche superficiali. Fu inoltre rilevata la presenza di uno strato di regolite sulla superficie di entrambe le lune. Al massimo del suo avvicinamento a Fobos, il Mariner 9 raggiunse una distanza di 5 710 km.
Con le missioni Viking 1 e 2 del 1976 si ebbe un ulteriore incremento nelle conoscenze su entrambi i satelliti, grazie sia ai miglioramenti tecnici introdotti nei sistemi di raccolta di immagini, sia ai passaggi più stretti che i due orbiter eseguirono soprattutto su Fobos. Per la prima volta, inoltre, lo studio dei satelliti naturali di Marte fu posto tra gli obiettivi primari durante l'estensione delle missioni e la mole di dati raccolta non fu superata per i successivi quarant'anni. In particolare, la superficie fu osservata ad alta risoluzione nel visibile, nell'infrarosso e nell'ultravioletto, rilevando variazioni di colore. Di Fobos fu determinata la massa, la densità e stimata l'età e la composizione. Furono identificate le striature (indicate grooves in inglese) tanto caratteristiche della luna: catene di crateri irregolari di diametro compreso tra 50 e 100 m, molto compatte e orientate preferenzialmente in direzione parallela al piano orbitale di Fobos. I dati raccolti condussero a ipotizzare che Fobos fosse un asteroide di tipo C catturato da Marte.

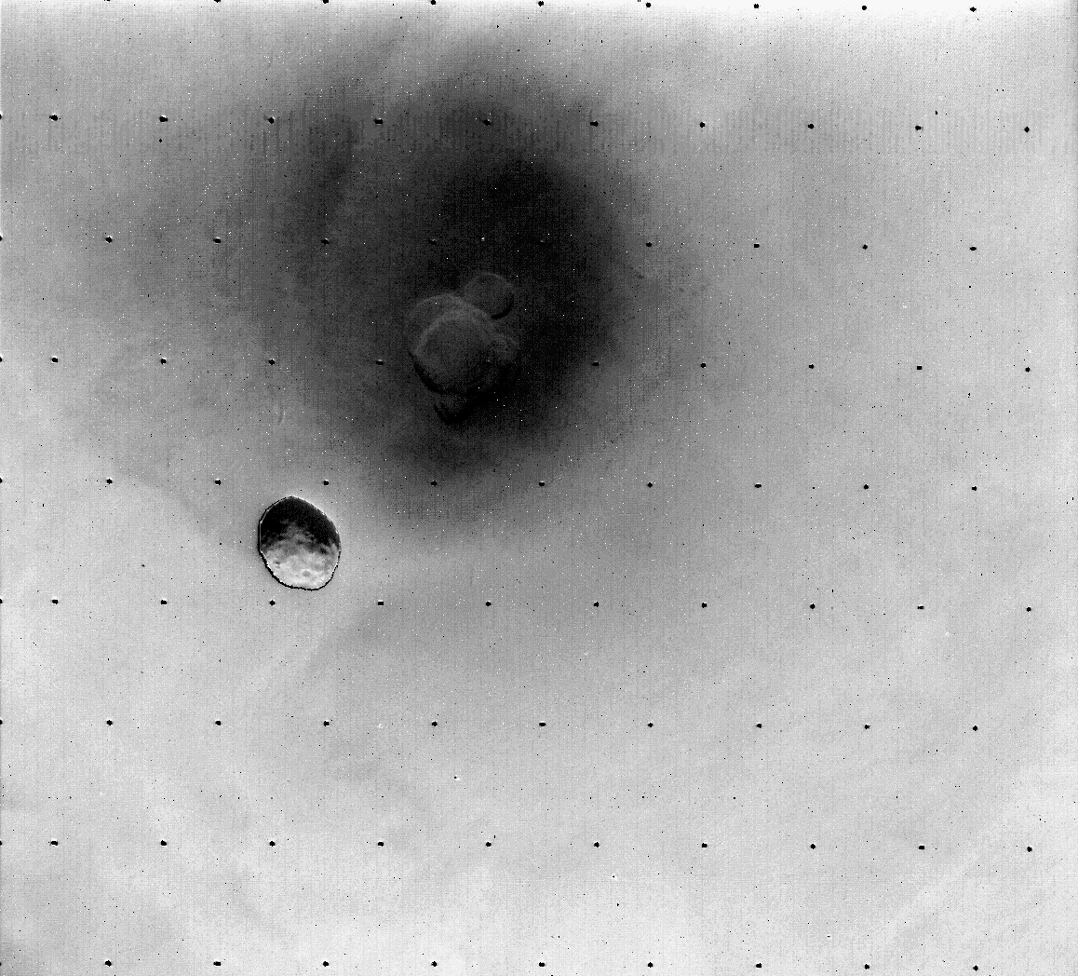
Fobos ripreso nel 1977 dal Viking Orbiter 2 con l'Ascraeus Mons sullo sfondo

Nel 1988 i sovietici, con una nutrita partecipazione internazionale, lanciarono due sonde complementari, denominate Phobos 1 e 2, per l'esplorazione di Marte e Fobos. Dopo aver eseguito osservazioni del mezzo interstellare nella fase di crociera e del pianeta e delle sue lune da un'orbita areocentrica, le sonde avrebbero dovuto eseguire un sorvolo ravvicinato particolarmente stretto su Fobos, transitando a soli 50 m dalla superficie della luna. Contemporaneamente avrebbero rilasciato ciascuna due lander, dei quali uno avrebbe avuto la possibilità di spostarsi "a saltelli", mentre l'altro sarebbe stato una piattaforma fissa. Phobos 1 fu perduta durante la fase di crociera, Phobos 2 raggiunse Marte, ma andò perduta per un malfunzionamento del computer quando si trovava a meno di 100 km dalla luna, nel sorvolo programmato per il rilascio dei lander. La missione produsse risultati scientifici di rilievo, tra i quali nuovi valori della massa di Fobos e della sua densità, immagini ad alta risoluzione della superficie, indizi della presenza di un debole campo magnetico interno e una prova indiretta (e non definitiva) dell'esistenza di un toro di gas e polveri, probabilmente rilasciati dalla superficie di Fobos, in corrispondenza dell'orbita della luna. Sebbene le ragioni che condussero alla perdita della missione siano state identificate, l'episodio è stato attribuito da alcuni ufologi all'azione di un veicolo alieno, di cui la sonda avrebbe ripreso l'ombra proiettata sulla superficie del pianeta nelle sue ultime fotografie. In realtà, l'ombra osservata sulla superficie di Marte apparteneva a Fobos, deformata dalla particolare prospettiva determinata dal sorvolo ravvicinato e dai tempi di esposizione degli apparecchi fotografici.
Nel 1997 Fobos fu oggetto di osservazioni da due sonde statunitensi, Mars Pathfinder, dalla superficie del pianeta, e Mars Global Surveyor, dall'orbita. Per entrambe le sonde, lanciate nel 1996, Fobos costituì un obiettivo secondario, di opportunità. In particolare, nel caso del Mars Global Surveyor l'orbita operativa fu raggiunta attraverso una fase di aerofrenaggio durata quattro mesi, durante i quali la sonda eseguì alcuni passaggi a qualche migliaio di chilometri di distanza da Fobos, acquisendo immagini ad alta risoluzione della superficie e provando a determinarne spettroscopicamente la composizione. Anche Mars Pathfinder eseguì osservazioni spettroscopiche delle due lune, ottenendo dati che misero in discussione alcune conclusioni tratte durante gli anni settanta e correlando Fobos e Deimos agli asteroidi di tipo D. Nei dieci anni in cui il Mars Global Surveyor è stato attivo, non ha più potuto osservare direttamente Fobos, ma ha più volte registrato la posizione della sua ombra sulla superficie di Marte, acquisendo informazioni utili a migliorare la conoscenza dell'orbita della luna.
Nel 2001 la NASA lanciò un secondo orbiter marziano, il Mars Odyssey, per il quale non previde alcuna osservazione di Fobos o Deimos. Solo un aggiornamento del software avvenuto nel 2017 ha dato alla sonda la possibilità di riorientarsi verso la piccola luna e rilevare la temperatura in vari punti della superficie.
Un netto miglioramento nella comprensione di Fobos è stato dovuto alla sonda Mars Express (MEX), l'esordio europeo nell'esplorazione di Marte. A differenza degli orbiter statunitensi, che erano stati collocati su orbite di lavoro basse, MEX (lanciata nel 2003) fu posta su un'orbita ellittica con apoastro oltre l'orbita di Fobos. In particolare, ogni cinque mesi e mezzo la sonda avrebbe eseguito una serie di passaggi ravvicinati alla luna, addirittura con un rischio non nullo di collidere con essa. Fobos fu quindi incluso tra gli obiettivi secondari della missione. Nella primavera del 2010 ci fu una delle migliori serie di incontri, con dieci sorvoli a una distanza inferiore ai 1 000 km; nel corso del più stretto la sonda transitò a 77 km dal centro della luna, battendo in tal modo il record di 80 km detenuto fino ad allora dal Viking Orbiter 1. MEX ha eseguito un sorvolo ancora più stretto il 29 dicembre 2013, transitando a soli 45 km dal centro della luna.

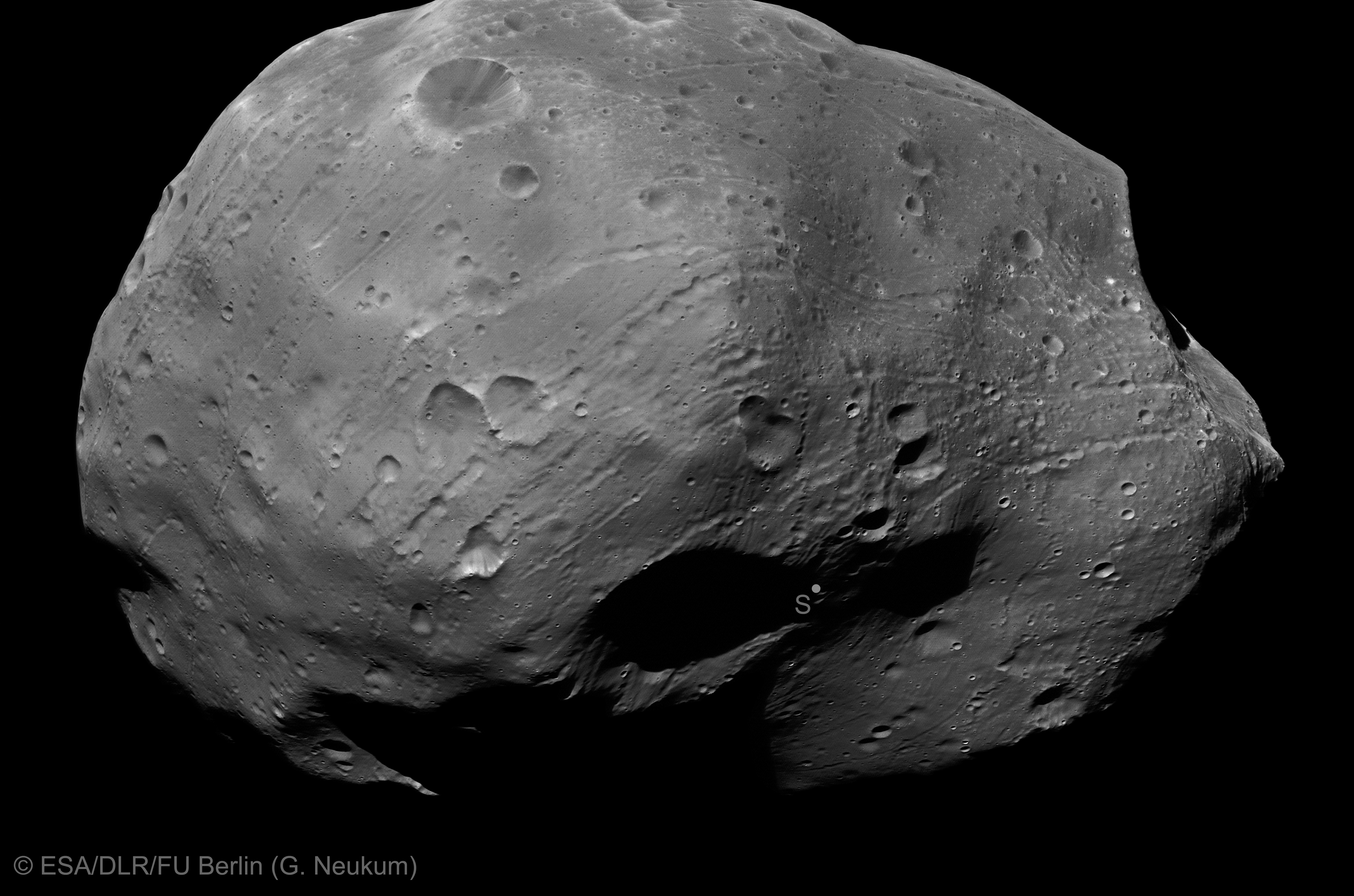
Fobos fotografato dalla sonda europea Mars Express

Mars Express ha permesso di ottenere nuove stime della massa di Fobos, delle sue dimensioni e, quindi, della sua densità. È stato inoltre stimato che il materiale che costituisce la luna possegga una porosità del 30% ± 5%. Il 75% della superficie di Fobos è stata mappata con una risoluzione di 50 m/pixel. Ciò ha permesso di tracciare una mappa completa delle striature e di stimare l'età di Fobos utilizzando il metodo del conteggio dei crateri. Mars Express non ha fornito dati conclusivi riguardo all'origine della luna, ma ha rilevato la presenza di minerali ricchi di ferro e magnesio e, in prossimità del cratere Stickney, di argilla. Queste osservazioni supportano l'ipotesi che Fobos si componga dello stesso materiale che costituisce il pianeta e avvalorano l'ipotesi dell'impatto gigante. Infine, l'orbita di Fobos è stata determinata con un errore di 30 m sulla sua posizione.
Quando Mars Express non sarà più operativa e non potrà più essere manovrata, alla lunga precipiterà su Fobos. L'impatto, la cui probabilità diventa certa in un periodo di tempo compreso tra 5 secoli e un millennio, originerà una nuvola di detriti di cui sarà necessario tener conto nell'esplorazione della luna.
Dal 2005 orbita attorno a Marte il Mars Reconnaissance Orbiter, che ha sperimentato un sistema di navigazione alternativo basato sul puntamento ottico di Fobos e Deimos. Durante la sua missione, ancora operativa al 2019, ha catturato delle immagini ad alta definizione della superficie di Fobos usando lo strumento HiRISE, un telescopio riflettore di mezzo metro.
Nel 2011 la Russia ha lanciato la sonda Fobos-Grunt che, dopo essere entrata in orbita su Marte e aver effettuato una serie di sorvoli ravvicinati di Fobos, sarebbe dovuta atterrare sulla sua superficie nel 2013 e recuperare dei campioni di suolo che avrebbe riportato sulla Terra nel 2014. Sfortunatamente, la sonda non lasciò nemmeno l'orbita terrestre per un problema elettrico e dopo un anno precipitò nell'oceano Pacifico.

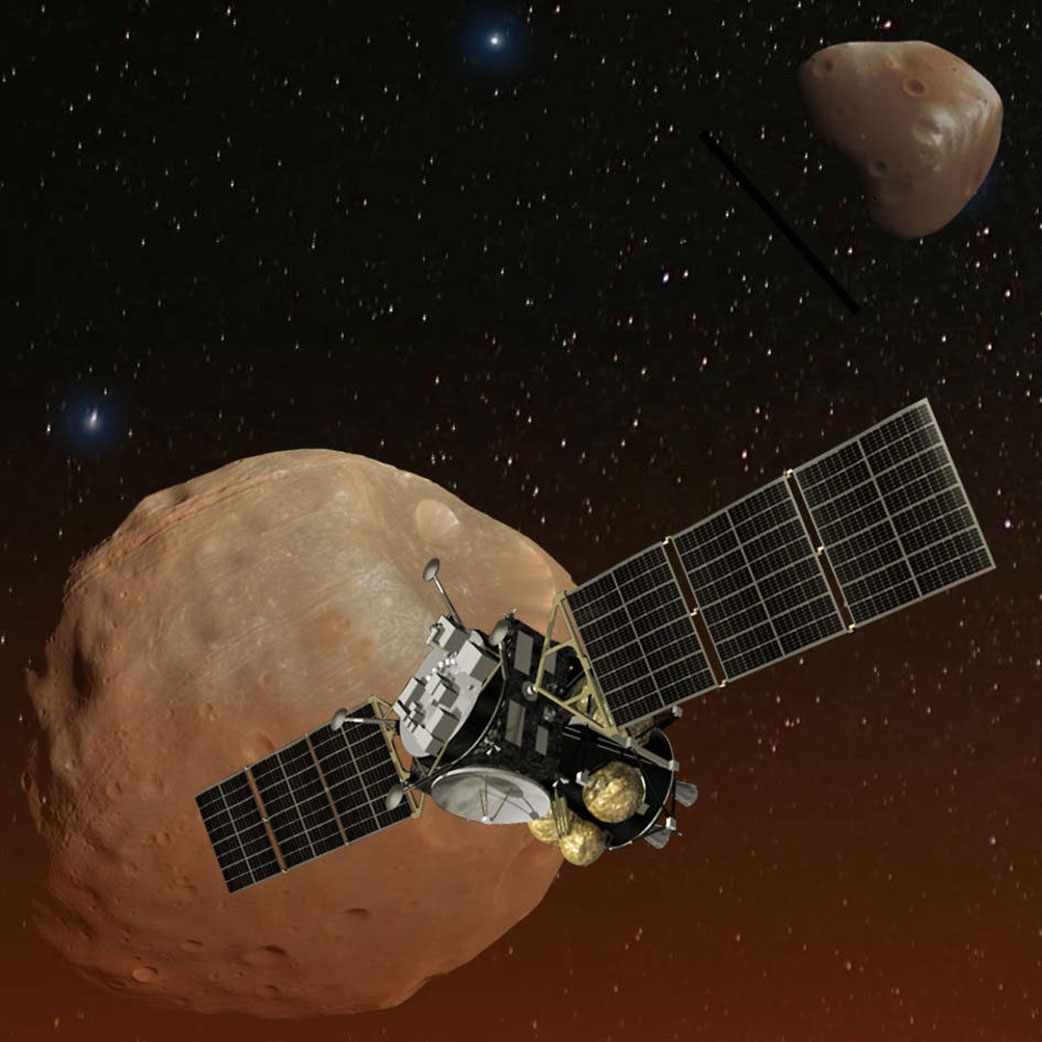
Rappresentazione artistica della sonda Martian Moons Exploration in prossimità di Fobos

Fobos è stato oggetto di osservazioni nell'ultravioletto da una distanza di 300 km attraverso la sonda statunitense MAVEN, lanciata nel 2013, che percorre un'orbita ellittica con periastro a soli 145 km dalla superficie di Marte e apoastro poco oltre l'orbita di Fobos. L'orbita percorsa da MAVEN, così come quella di Mars Express, espone la sonda al rischio di collidere con Fobos; opportune manovre correttive sono periodicamente condotte per evitare che ciò accada. Anche la Mars Orbiter Mission, lanciata dall'ISRO nel 2013, ha l'opportunità di osservare Fobos, anche se il contributo più significativo l'ha offerto nell'osservazione della "faccia nascosta" di Deimos.
I rover utilizzati dalla NASA per esplorare la superficie di Marte hanno rivolto diverse volte le fotocamere al cielo sia durante la notte, per osservare il moto di Fobos, sia di giorno, per fotografare dei transiti di Fobos sul disco solare. Queste osservazioni permettono di migliorare la conoscenza dell'orbita della luna.

#### Missioni future
Fobos è stato più volte indicato come possibile obiettivo di una missione per la raccolta di campioni da riportare sulla Terra. La JAXA (l'Agenzia spaziale giapponese) sta pianificando di lanciare nel 2026 il Martian Moons eXploration (MMX) per raggiungere le due lune di Marte, recuperare dei campioni dalla superficie di Fobos e portarli sulla Terra nel 2031. Un esame dettagliato dei campioni potrebbe risolvere una volta per tutte l'arcano della formazione dei satelliti marziani.
Fobos è stato anche indicato come possibile obiettivo di una missione umana, quale passo preliminare di una missione sulla superficie di Marte, della quale potrebbe permettere di stabilire con più precisione costi, rischi e fattibilità. La missione su Fobos risulterebbe di gran lunga più economica, e quindi realizzabile anni prima di una missione su Marte, considerando i limiti di budget a cui le agenzie spaziali nazionali sono sottoposte.

## Parametri orbitali e rotazione

Simulazione delle orbite di Deimos e Fobos

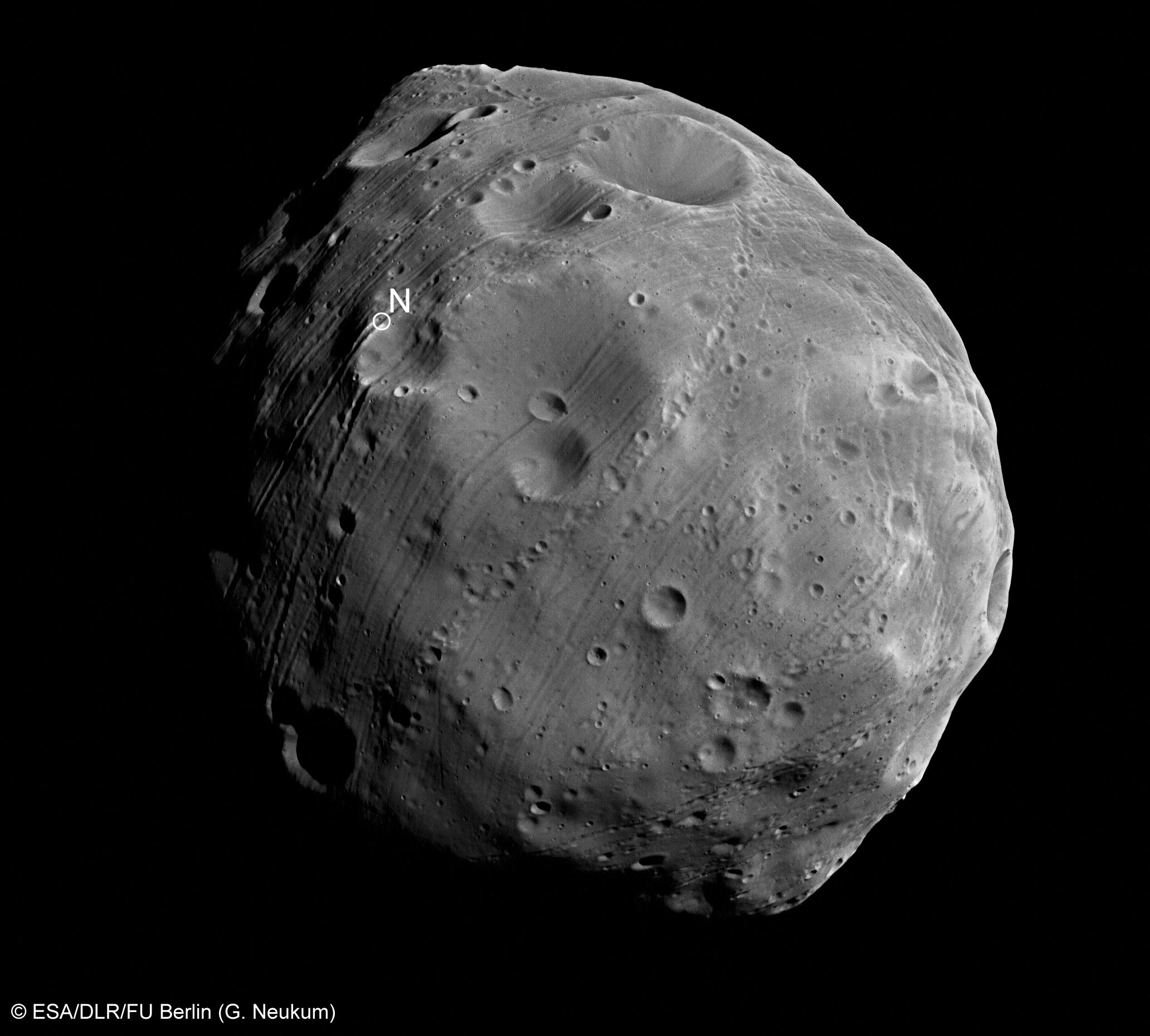
Immagine di Fobos ripresa dalla sonda Mars Express. Sono ben visibili le striature che percorrono la superficie

Il moto orbitale di Fobos è uno dei più studiati tra quelli dei satelliti naturali del sistema solare. Fobos percorre un'orbita prograda quasi circolare, inclinata di 1,082° rispetto al piano equatoriale di Marte. Con una distanza media dal centro del pianeta di circa 9 380 km (pari a circa 1,75 volte il raggio di Marte), l'orbita di Fobos è più bassa di un'orbita areosincrona (l'equivalente per Marte di un'orbita geostazionaria attorno alla Terra). Fobos cioè orbita più vicino al pianeta rosso di quanto non faccia un satellite geostazionario attorno alla Terra, sia in termini assoluti, sia in proporzione, cioè rapportando le distanze in termini dei raggi dei due pianeti. Conseguentemente, Fobos completa un'orbita in 7 ore e 39 minuti, più rapidamente di quanto Marte ruoti su sé stesso - in 24,6 ore. Prima della sua scoperta, non era noto alcun satellite con tale caratteristica e Fobos ha continuato a rappresentare un'eccezione fino a quando le sonde Voyager non hanno individuato altri casi analoghi nel sistema solare esterno, quali ad esempio Metis. Fobos mantiene il primato di satellite naturale più vicino alla superficie del pianeta madre.
Come anche Deimos, è in rotazione sincrona con il pianeta e in virtù di ciò rivolge sempre la stessa faccia verso la superficie marziana. L'asse di rotazione è perpendicolare al piano orbitale.
L'asimmetricità del campo gravitazionale marziano impartisce all'orbita di Fobos un moto di precessione degli apsidi e una retrogradazione dei nodi che si completano in circa 2,25 anni. Tuttavia, poiché l'orbita è quasi equatoriale, il suo aspetto complessivamente risulta poco variato.
Fobos subisce, inoltre, un'accelerazione stimata in 1,270 ± 0,003 × 10−3 °/anno2, che determina una costante riduzione della sua orbita.

### Il destino di Fobos
Il decadimento dell'orbita di Fobos è di circa 1,8 centimetri all'anno, ovvero di 1,8 metri ogni secolo. Il fenomeno potrebbe portare la luna a precipitare sul pianeta in un tempo compreso tra trenta e cinquanta milioni di anni. È tuttavia probabile che gli effetti mareali che lo determinano condurranno alla disgregazione della luna, portando alla formazione di un anello di detriti attorno a Marte ben prima di allora, quando, avvicinatasi maggiormente alla superficie, supererà il limite di Roche.

## Formazione
L'origine dei satelliti naturali di Marte è una questione ancora aperta, che ha visto contrapporsi prevalentemente tre teorie. I due satelliti potrebbero essersi formati per accrescimento nel processo che ha condotto anche alla formazione del pianeta Marte, potrebbero essere degli asteroidi catturati oppure potrebbero essersi formati dopo l'impatto di un corpo vagante col pianeta. La questione si potrebbe risolvere con una missione in loco o con una che preveda il campionamento del suolo con trasferimento dei campioni sulla Terra per un'analisi dettagliata delle loro caratteristiche mineralogiche.

### Ipotesi della cattura

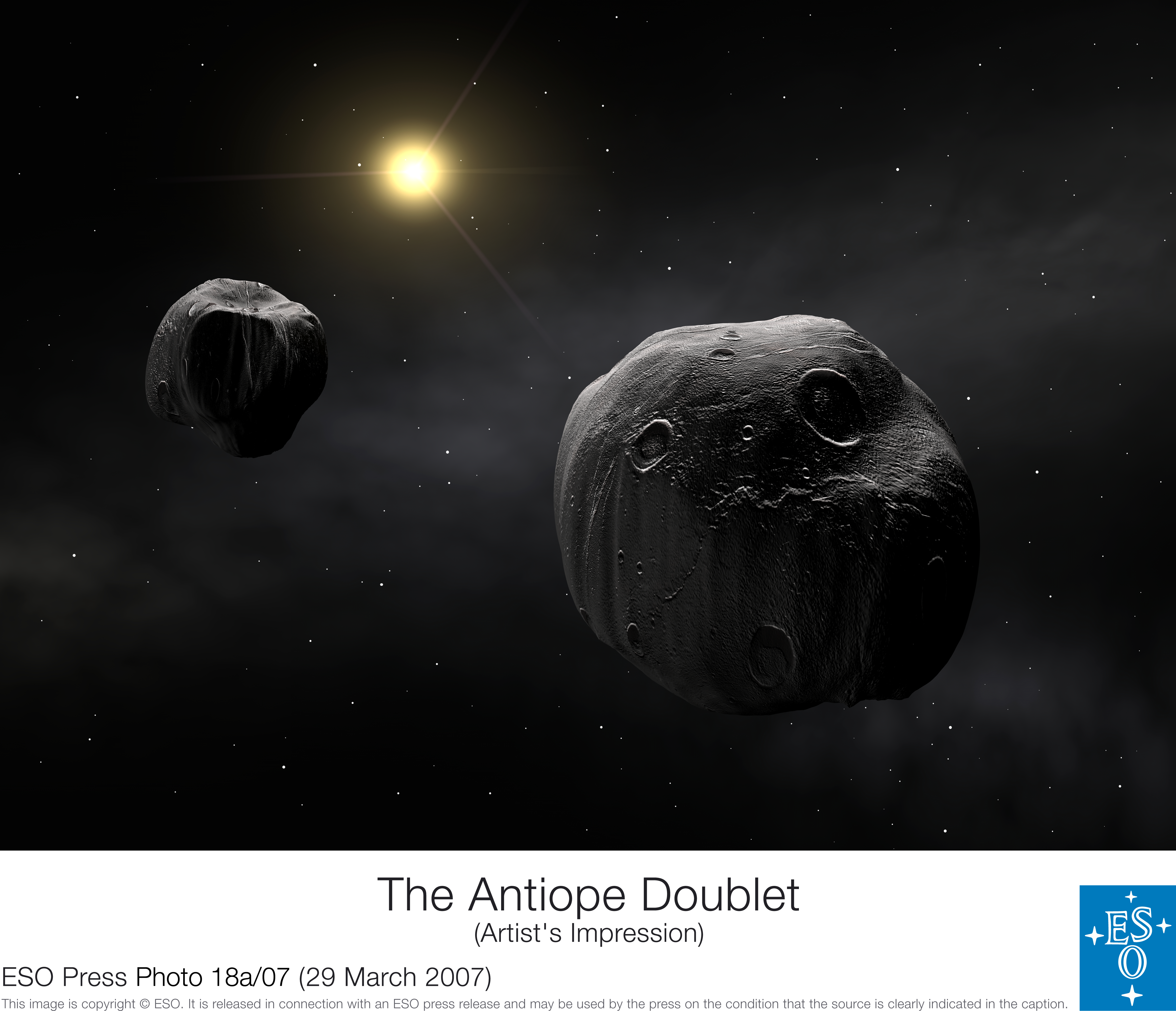
Rappresentazione artistica di 90 Antiope, un asteroide binario. Fobos potrebbe essersi formato dalla cattura di un elemento di un tale tipo di asteroidi

Per aspetto, dimensioni e classificazione spettrale, Fobos e Deimos sono stati spesso associati agli asteroidi carboniosi (di tipo C o D) della fascia principale; tuttavia asteroidi catturati dal pianeta difficilmente sarebbero venuti a trovarsi - pur nei tempi in cui è avvenuta la formazione del sistema solare - sulle attuali orbite percorse dai due oggetti, con eccentricità e inclinazioni quasi nulle. Avrebbero anzi potuto mostrare caratteristiche orbitali simili a quelle dei satelliti irregolari dei giganti gassosi. Anche i dati sulla composizione e sulla porosità di Fobos ottenuti grazie alla sonda Mars Express sembrano incompatibili con l'ipotesi che Fobos sia un asteroide della fascia principale catturato dal pianeta.
In letteratura sono stati proposti vari modelli per descrivere possibili processi che avrebbero condotto alla regolarizzazione delle due orbite, sebbene non abbiano fornito spiegazioni conclusive. Ad esempio, alcuni modelli riuscirebbero a giustificare la variazione della quota di apocentro di Fobos, ma non quella di Deimos - piccolo e relativamente lontano da Marte. Altre difficoltà verrebbero incontrate nel giustificare i valori dell'inclinazione orbitale, a meno di non assumere che i due oggetti non percorressero già delle orbite eliocentriche fortuitamente prossime al piano equatoriale di Marte. I risultati di simulazioni numeriche pubblicati nel 2018 da B. Hansen forniscono una possibile spiegazione: Fobos e Deimos potrebbero non corrispondere agli oggetti direttamente catturati da Marte, ma si sarebbero aggregati a partire da quelli, nelle ultime fasi di formazione planetaria; ciò potrebbe giustificare anche il fatto che Fobos appaia come un agglomerato di massi.
Altrimenti, secondo un'ipotesi avanzata da Geoffrey Landis nel 2009, Fobos e Deimos avrebbero potuto essere lune asteroidali di oggetti delle dimensioni di Cerere o componenti di asteroidi binari a contatto, che si sarebbero avvicinati al pianeta con una velocità d'eccesso iperbolico pressoché nulla. La separazione della coppia avrebbe quindi condotto alla cattura di uno dei due componenti. Il modello proposto da Landis è stato però utilizzato, peraltro dando esito favorevole, solo nella descrizione della cattura di Fobos.

### Ipotesi dell'accrescimento
I dati spettrografici rilevati dalla sonda Mars Express suggeriscono che il materiale di cui si compone la piccola luna risalga ai tempi della formazione planetaria; Fobos quindi avrebbe potuto essersi formato contemporaneamente a Marte. Ciò giustificherebbe con semplicità anche i valori di eccentricità e inclinazione orbitale delle due lune. D'altra parte, il meccanismo previsto per la formazione di satelliti regolari incontra alcune difficoltà, con i due oggetti che sembrerebbero essersi entrambi aggregati in prossimità dell'orbita areosincrona e quindi troppo vicini tra loro rispetto a quanto previsto dal modello.
Una possibile alternativa è che le due lune nascano dal materiale di un precedente satellite regolare, che sarebbe andato distrutto a seguito di un impatto.

### Ipotesi dell'impatto
Robert A. Craddock nel 2011 ha proposto che l'impatto di un terzo corpo con il pianeta potrebbe aver lanciato del materiale in orbita che, organizzatosi in un disco, si sarebbe poi riassemblato in una serie di piccoli oggetti, di cui Deimos e Fobos sarebbero gli ultimi superstiti. Il processo di aggregazione da un disco circumplanetario spiegherebbe bene i valori di inclinazione ed eccentricità delle orbite di entrambi mentre le condizioni di bassa gravità ne spiegherebbero le densità. Già nel 1982, Schultz e Lutz-Garihan avevano in effetti ipotizzato, alla luce di alcune regolarità nei crateri di impatto presenti sulla superficie di Marte, che il pianeta fosse stato circondato da una serie di satelliti che, in una fase molto remota della sua storia, progressivamente impattarono sulla superficie. A rafforzare l'ipotesi ha inoltre concorso il fatto che Mars Express abbia rilevato che la regolite in prossimità del cratere Stickney si componga di basalto e fillosilicati, minerali che potrebbero provenire dalla superficie di Marte. La Vastitas Borealis è stata anche indicata da più soggetti come una possibile sede dell'impatto. In tal caso, l'evento sarebbe stato tanto potente da riorientare l'asse di rotazione del pianeta, portando il bassopiano nell'attuale posizione circumpolare.
Tra le difficoltà presentate da questo scenario c'è il fatto che le due lune siano molto piccole e poco massicce. Come nel caso della formazione della Luna, l'impatto avrebbe potuto sollevare tanto materiale da condurre alla formazione di un satellite di dimensioni nettamente maggiori. Una possibile spiegazione verrebbe offerta se l'impatto fosse avvenuto abbastanza precocemente durante la formazione di Marte. Il disco che si sarebbe venuto a formare, sarebbe stato parzialmente depauperato della sua massa dagli incontri ravvicinati che il pianeta avrebbe avuto con i planetoidi che costituivano la nebulosa solare.

## Caratteristiche fisiche

### Massa e dimensioni
Fobos ha una forma irregolare, ben lontana da uno sferoide in equilibrio idrostatico; le sue dimensioni sono pressappoco di 27 × 22 × 18 chilometri, cui corrisponde un diametro medio di 22,2 km e un volume di 5 729 km³.
Secondo analisi del 2014 delle rilevazioni eseguite attraverso la sonda Mars Express, Fobos ha una massa di 1,0658×1016 kg, circa un milionesimo di quella della Luna. Questo dato conduce a stimare per Fobos una densità di 1,872×103 kg/m³, inferiore a quella tipica delle rocce. La porosità del materiale che compone Fobos è compresa tra il 25 e il 35%. Anche così, si deve presumere che la luna contenga anche una certa percentuale di ghiaccio affinché possa essere ottenuto il valore stimato per la sua densità. Fobos infine ha una gravità trascurabile, di soli 0,0057 m/s², quindi un uomo di 80 kg sulla superficie peserebbe solamente 46 grammi.
Nei modelli della struttura interna di Fobos, la sua massa è un parametro assai significativo che i ricercatori vorrebbero conoscere con elevata precisione. Purtroppo però si è osservato che i dati raccolti da missioni spaziali differenti, e anche durante fly-by differenti della stessa missione, hanno condotto a risultati piuttosto lontani fra loro. Questo è dovuto sia all'inaccuratezza ancora presente nella conoscenza dell'orbita di Fobos, sia al rumore nella misura.

### Composizione

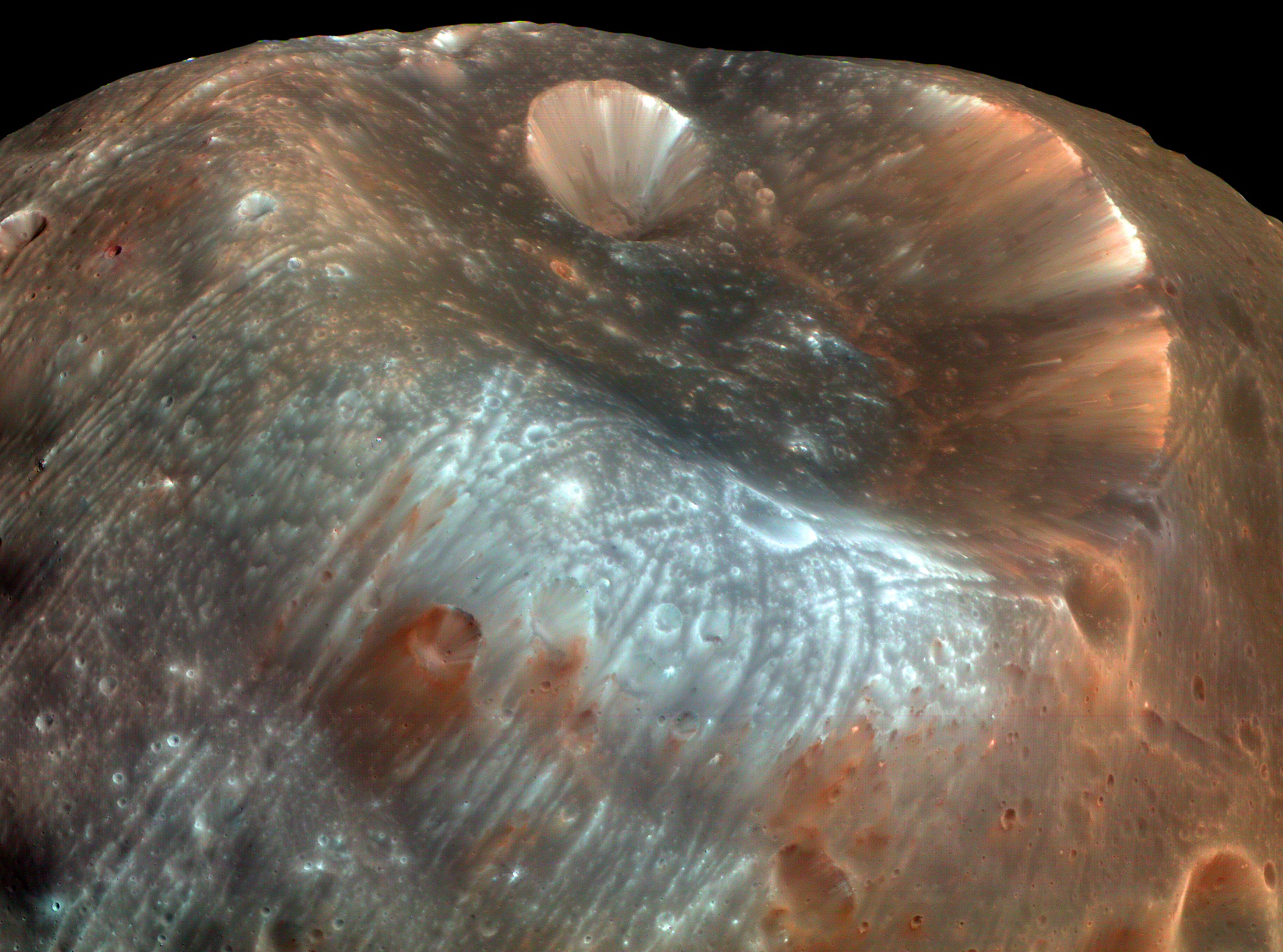
Immagine ad alta risoluzione e in falsi colori del cratere Stickney catturata da HiRISE della sonda MRO. Nell'immagine sono evidenti le due tipologie di regolite presenti su Fobos, quella "rossa" e quella "blu".

La composizione di Fobos, così come quella di Deimos, non è nota e rimane una delle questioni aperte più dibattute tra gli scienziati che studiano la luna. Le osservazioni spettroscopiche della superficie, infatti, non hanno mostrato caratteristiche spettrali prominenti, ma fornito solo deboli indizi che non sono risultati conclusivi. La composizione di Fobos è fortemente correlata al processo che ha condotto alla sua formazione. Se la luna si fosse aggregata a partire dallo stesso materiale che compone Marte, oggi dovrebbe avere una composizione molto simile a quella del pianeta. D'altra parte, se così fosse, dovrebbe aver subito nel frattempo un qualche processo di erosione spaziale che avrebbe reso ciò irriconoscibile. Se Fobos invece fosse stato catturato, allora potrebbe avere la stessa composizione degli asteroidi di tipo C o di tipo D, cui è stato spettroscopicamente associato.
Per quanto il dato della densità escluda che Fobos possa essere metallico o composto da silicati coesi, esso risulterebbe compatibile con varie combinazioni di materiali porosi e sostanze volatili e, di conseguenza, non permette di discriminare tra di esse. La luna, inoltre, è ricoperta da uno spesso strato di regolite, che contribuisce a mascherarne la composizione. La regolite sembra differenziarsi spettroscopicamente in due tipi: quella "rossa", apparentemente identica a quella presente anche su Deimos, e quella "blu", in prossimità del cratere Stickney. La relazione tra i due materiali non è nota: non è chiaro cioè se si tratta di due stadi temporali dello stesso materiale o di due materiali diversi.
Determinare la composizione di Fobos e Deimos non è solo una questione accademica, perché se, ad esempio, fosse presente ghiaccio d'acqua e questo fosse relativamente vicino alla superficie, potrebbe essere estratto e utilizzato durante le missioni umane su Marte. Studi teorici suggeriscono infatti che dovrebbe essere possibile trovare del ghiaccio a una profondità compresa tra 270 e 740 m all'equatore e tra 20 e 60 m in prossimità dei poli, la cui sublimazione sarebbe stata impedita dalla regolite.

## Struttura interna
È stato ipotizzato che Fobos, come gli asteroidi che presentano crateri da impatto di notevoli dimensioni (quali Gaspra, Ida e Mathilde), non sia un corpo compatto, ma un agglomerato di rocce (modello descritto con la locuzione inglese rubble pile), con spazi vuoti macroscopici tra i blocchi e ghiaccio d'acqua che avrebbe riempito parte degli interstizi. Il tutto sarebbe ricoperto dallo spesso strato di regolite, la cui profondità potrebbe essere anche di un centinaio di metri. Questa struttura interna potrebbe spiegare sia il valore della densità media, sia la capacità di resistere a impatti potenzialmente catastrofici, come quello che ha generato il cratere Stickney. La struttura ad agglomerato inoltre renderebbe Fobos deformabile sotto l'azione delle forze mareali esercitate dal pianeta; i movimenti interni non sarebbero direttamente visibili in superficie, nascosti dallo strato di regolite che si comporterebbe come una membrana cementizia elastica.
A questo modello si affiancano delle possibili alternative, che si differenziano soprattutto per la quantità e la distribuzione di ghiaccio e vuoti nella struttura. Se Fobos fosse costituito da rocce porose come una spugna, sarebbe sopravvissuto all'impatto pur in assenza di grandi quantità di ghiaccio. Viceversa, se trovasse conferma l'ipotesi della cattura, Fobos potrebbe essere composto da un miscuglio di rocce e ghiaccio, con elevate percentuali di quest'ultimo.

## Superficie

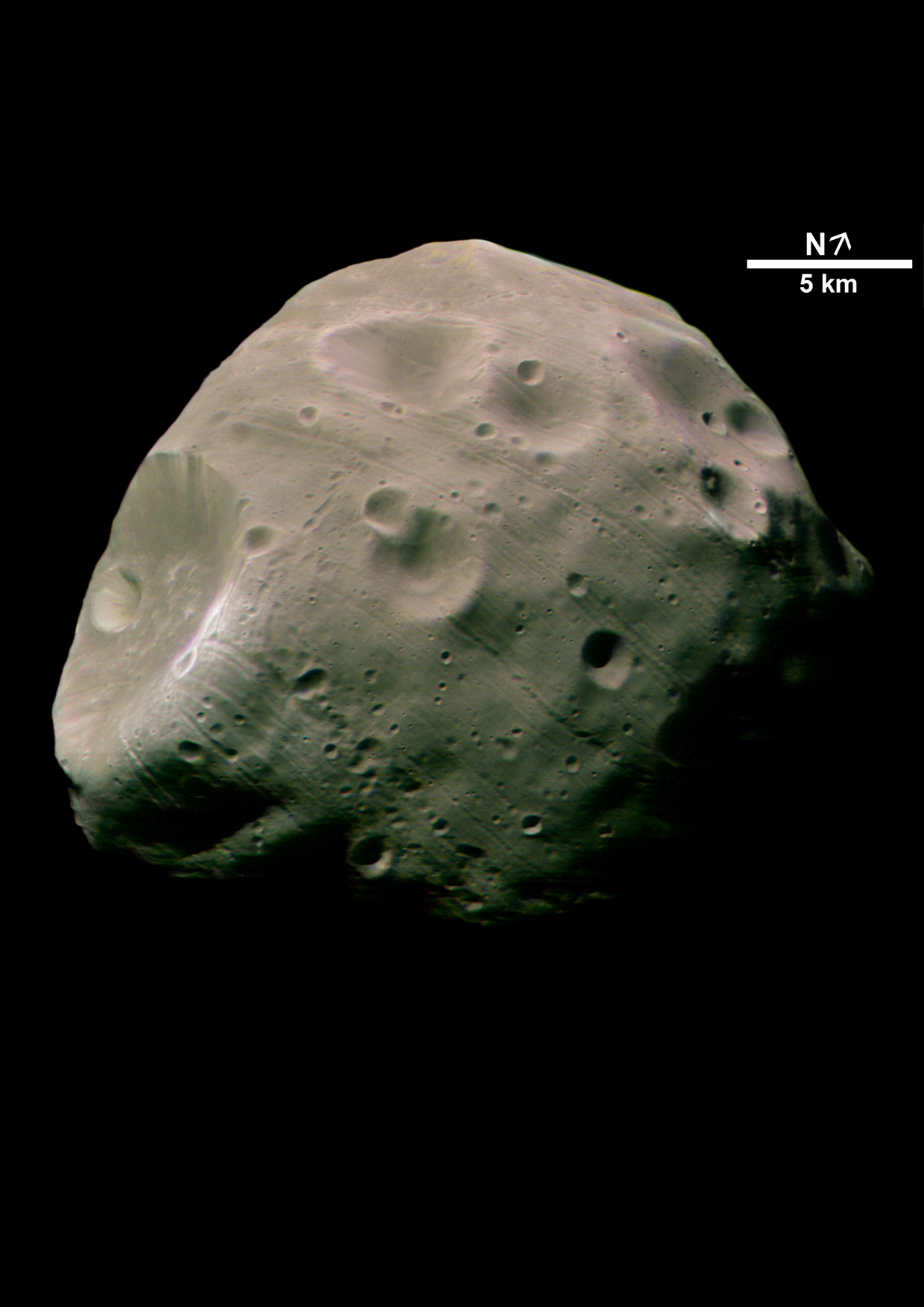
In questa immagine di Fobos della NASA è visibile sia il cratere Stickney, sia le striature che percorrono la superficie

Fobos è un corpo molto scuro, con albedo geometrica pari solamente a 0,071. La superficie, estesa quanto la metà del Lussemburgo, appare pesantemente craterizzata. La sua caratteristica più prominente è certamente il grande cratere Stickney, di circa 8 km di diametro, battezzato con il cognome da nubile della moglie di Asaph Hall (Angeline Stickney). Ben 70 crateri hanno dimensioni superiore a 1 km e 26 maggiori di 2 km. La maggior parte dei crateri ha la forma di un paraboloide di rivoluzione o di una calotta sferica. Sono state osservate anche alcune raggiere associati a piccoli crateri, che potrebbero indicare la presenza di ghiaccio d'acqua subito sotto la superficie. Analizzando il numero dei crateri, è stata stimata un'età compresa tra 4,3 e 3,5 miliardi di anni per la superficie di Fobos, tuttavia il dato potrebbe essere falsato dal fatto che l'evento che ha creato il cratere Stickney potrebbe aver prodotto una nube di detriti che sarebbe ricaduta successivamente su Fobos, generando ulteriori crateri.
La superficie è ricoperta da uno strato di regolite, di cui - come detto - sono distinguibili due tipologie: una, detta "rossa" perché ha un'emissione spettrale più prominente nell'infrarosso, copre quasi interamente la superficie; l'altra, "blu", con un'emissione spettrale più uniforme alle varie lunghezze d'onda, è presente soprattutto in prossimità del cratere Stickney. Sono riconoscibili anche massi di grandi dimensioni, anche di un centinaio di metri di diametro. Tra questi, c'è un piccolo monolito di poco meno di un centinaio di metri, il monolito di Fobos, situato a 15° Nord e 14° Ovest, pochi chilometri a est del cratere Stickney, che presenta un'albedo considerevolmente alta rispetto al resto del satellite e che in una fotografia del Mars Global Surveyor si erge dalla superficie e proietta un'ombra lunga.

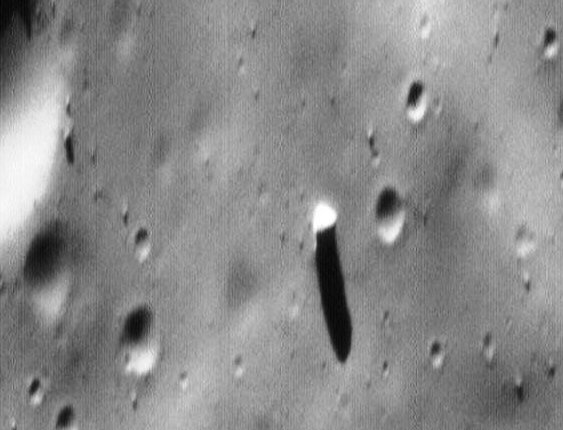
Immagine del monolito di Fobos ripresa da Mars Global Surveyor nel 1998

Tra le caratteristiche più particolari presenti sulla superficie di Fobos ci sono le striature (indicate come grooves in inglese): alcune famiglie di solchi paralleli, ciascuno formato da una serie di crateri allineati. Ciascuna famiglia non si estende per più di un emisfero; è possibile individuare una regione di Fobos (la Laputa Regio) che ne è praticamente sprovvista e, ai suoi antipodi, una nelle quali esse si concentrano e sovrappongono. Le varie famiglie non sono parallele tra loro, ma sono tangenti, salvo errori di qualche grado, al piano orbitale di Fobos. Infine, in ciascuna striatura è possibile riconoscere una porzione centrale, più larga e nella quale i crateri che la compongono sono più fitti, e regioni periferiche, più sottili e nelle quali i crateri sono più radi.
Scoperte nel 1976 nelle immagini acquisite con Programma Viking, furono inizialmente credute fratture prodotte dall'impatto che aveva originato il cratere Stickney oppure catenae di crateri prodotte da impatti secondari, sempre legate al cratere Stickney. Le immagini di migliore qualità ottenute nelle missioni successive dimostrarono in modo inequivocabile, tuttavia, l'inconsistenza di entrambe le ipotesi proposte. Non erano osservabili, infatti, né le distribuzioni radiali che avrebbero dovuto mostrare eventuali impatti secondari, né l'aspetto poligonale che si sarebbe manifestato se fosse stato fratturato un oggetto inizialmente monolitico. L'ipotesi ritenuta a oggi più plausibile, che riesce a spiegare quasi nella loro totalità le caratteristiche osservate, è che le striature siano formate da impatti secondari di detriti (ejecta) lanciati nello spazio da impatti primari sulla superficie di Marte.

### Topografia
Le caratteristiche di superficie di Fobos hanno ricevuto nomi di astronomi o di personaggi de I viaggi di Gulliver, il romanzo di Jonathan Swift. In tutto sono venti le denominazioni ufficiali, di cui diciassette crateri, una regio (Laputa Regio), un dorsum (Kepler Dorsum), e una planitia (Lagado Planitia).

## Fobos nella cultura

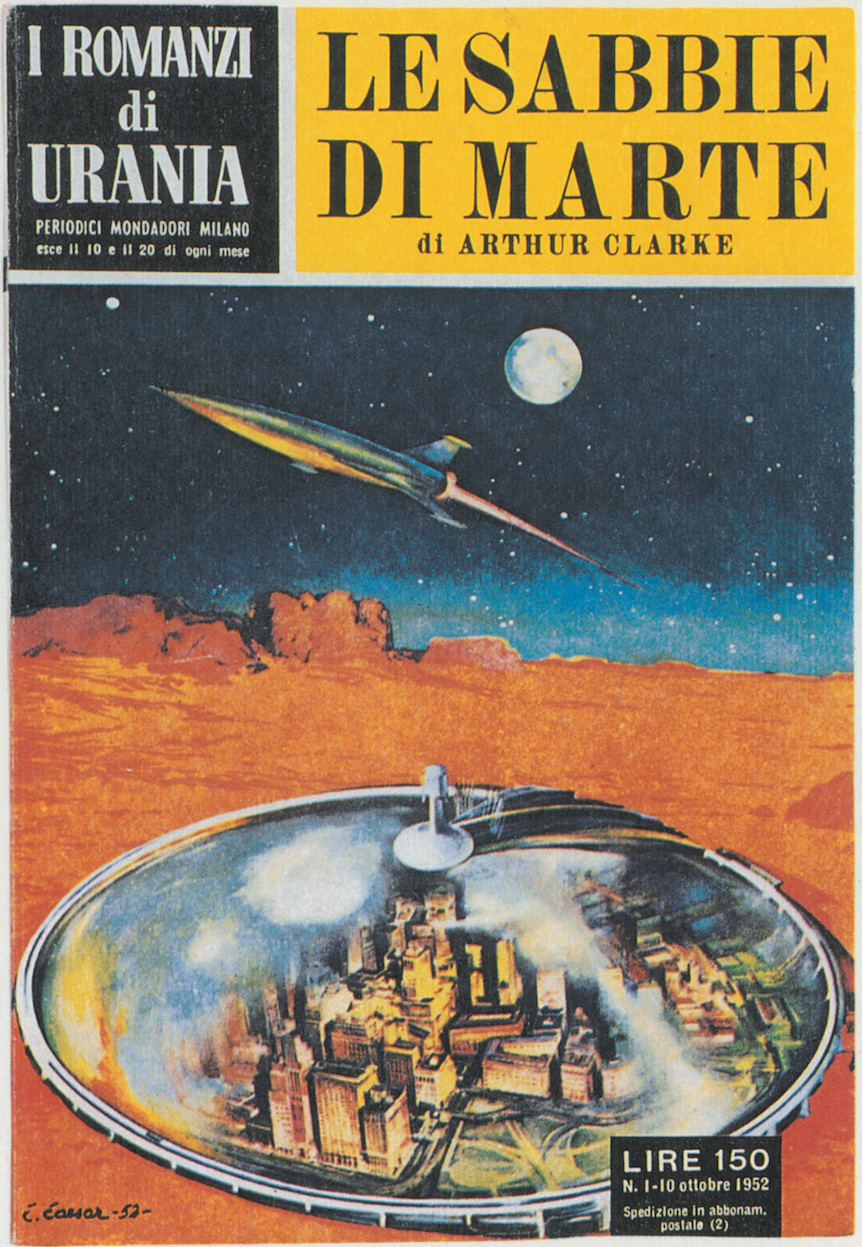
Copertina italiana del romanzo Le sabbie di Marte (1951)

Tra i primi riferimenti letterari a Fobos e Deimos vi sono alcune descrizioni del loro moto notturno osservato dalla superficie di Marte. Tra queste sono degne di nota quella molto accurata presente nel capitolo XXII del libro di fantascienza To Mars via the moon: an astronomical story di Mark Wicks del 1911 e quella inserita da Edgar Rice Burroughs nel romanzo Sotto le lune di Marte del 1912.
Nella trasposizione nella fantascienza, Fobos è talvolta rappresentato come sede di insediamenti umani stabiliti nella colonizzazione di Marte o successivi a essa. Nella Trilogia di Marte (1992-1996) di Kim Stanley Robinson, su Fobos è presente una base militare e la stessa luna diventa un'arma quando, ridotta in pezzi, viene scagliata contro la superficie. In Phobos (2004) di Ty Drago una stazione di ricerca su Fobos è oggetto di attacchi da parte di una fiera autoctona, mentre nel racconto The Wheels of Dream (1980), John M. Ford descrive la costruzione di una ferrovia circumlunare.
Arthur C. Clarke ambienta su Fobos il racconto K. 15 (Hide and Seek , 1949), nel quale un agente in fuga sfrutta l'agilità acquisita grazie alla bassa gravità della luna per difendersi dagli attacchi di un incrociatore; ne Le sabbie di Marte (The Sands of Mars, 1951), invece, Fobos viene ignito come un secondo Sole per permettere l'agricoltura nel processo di terraformazione di Marte. In un racconto più vicino ai giorni nostri, Daniel Logan immagina una spedizione statunitense su Fobos in The Phobos Expedition (2017), giocando sulle difficoltà incontrate dai russi nel raggiungere la luna.
Un'altra trasposizione ricorrente vede Fobos essere un oggetto artificiale di origine aliena, come in Phobos, the Robot Planet (1955) di Paul Capon e L'enigma del pianeta rosso (Secret of the Martian Moons, 1955) di Donald A. Wollheim, Mission to the Heart Stars (1965) di James Blish, in Mezzogiorno. XXII secolo dei fratelli Arkadij e Boris Strugackij e in Olympos (2005) di Dan Simmons.
Fobos compare anche come ambientazione in diversi videogiochi di fantascienza. In Zone of the Enders: The 2nd Runner viene usato come piattaforma per un'arma capace di distruggere qualunque oggetto del sistema solare. In Armored Core 2, invece, è ambientata l'ultima missione del gioco, dove si scopre che il satellite non è naturale, ma è stato costruito da una civiltà extraterrestre e possiede un meccanismo di deorbitazione che va disattivato, in quanto potrebbe farlo schiantare sulla superficie e distruggere la colonia marziana. In Unreal Tournament attorno a Fobos orbita una stazione spaziale che è terreno di battaglia per i giocatori. Nel gioco Leather Goddesses of Phobos la piccola luna marziana è l'origine di una spedizione verso la Terra per schiavizzare l'umanità. In RTX Red Rock da una stazione spaziale situata sulla superficie di Fobos iniziano le avventure del protagonista che deve difendere la colonia marziana da un attacco alieno. Nel libro The Martian, il protagonista Mark Watney utilizza Fobos per orientarsi per andare a recuperare il rover NASA Pathfinder, che gli permetterà di comunicare nuovamente con la Terra.

### Libri
- (EN) Joseph A. Burns (a cura di), Planetary satellites, University of Arizona Press, 1977, ISBN 0-8165-0552-7.
- (EN) J. A. Burns, The Evolution of Satellite Orbits, in J. A. Burns e M. S. Matthews (a cura di), Satellites, University of Arizona Press, 1986,  pp. 117-158, ISBN 978-0-8165-0983-6. URL consultato il 10 agosto 2012.
- (EN) West, R.M., Introductory report: Asteroids and comets from space, in Brahic, A.; Gerard, J.-C.; Surdej, J. (a cura di), Observations and Physical Properties of Small Solar System Bodies, Proceedings of the Liege International Astrophysical Colloquium 30, June 24-26, 1992, Institut d'Astrophysique, Liege., Liegi, Universite de Liege, Institut d'Astrophysique, 1992,  pp. 19-38. URL consultato il 19 agosto 2012.
- Lissauer, Jack Jonathan., Fundamental planetary science : physics, chemistry, and habitability, ISBN 9780521853309, OCLC 808009225. URL consultato il 17 gennaio 2019.
- (EN) Patrick Moore, Mars, in The data book of astronomy, CRC Press, 2000,  pp. 116-120, ISBN 0-7503-0620-3. URL consultato l'11 marzo 2012.
- (EN) M. Capderou, Satellites of Mars: Natural Satellites, in Satellites: Orbits and Missions, Springer, 2005,  pp. 450-451, ISBN 978-2-287-21317-5. URL consultato il 10 agosto 2012.
- (EN) Paolo Ulivi e David M. Harland, Robotic Exploration of the Solar System: Part 1: The Golden Age 1957-1982, Springer Science & Business Media, 2007, ISBN 9780387739830.
- (EN) Paolo Ulivi e David M. Harland, Robotic Exploration of the Solar System: Part 2: Hiatus and Renewal, 1983-1996, Springer Science & Business Media, 2009, ISBN 9780387789057.
- (EN) Paolo Ulivi e David M. Harland, Robotic Exploration of the Solar System: Part 3: Wows and Woes, 1997-2003, Springer Science & Business Media, 2012, ISBN 9780387096278.
- (EN) Paolo Ulivi e David M. Harland, Robotic Exploration of the Solar System: Part 4: The Modern Era 2004–2013, Springer, 2014, ISBN 9781461448129.

### Pubblicazioni scientifiche
- (EN) Royal Astronomical Society, The Discovery of the Satellites of Mars, in Monthly Notices of the Royal Astronomical Society, vol. 38, n. 4, 8 febbraio 1878,  pp. 205-209. URL consultato il 9 marzo 2012.
- (EN) R. S. Richardson, If You Were on Mars, in Astronomical Society of the Pacific Leaflets, vol. 4, n. 178, 1943,  pp. 214-221. URL consultato il 26 marzo 2012.
- (EN) G. E. Hunt, W. H. Michael, D. Pascu, J. Veverka, G. A. Wilkins e M. Woolfson, The Martian satellites - 100 years on, in Royal Astronomical Society, Quarterly Journal, vol. 19, 1978,  pp. 90-109. URL consultato il 10 marzo 2012.
- (EN) J. Veverka e J. A. Burns, The moons of Mars, in Annual review of earth and planetary sciences. Volume 8, Palo Alto, Calif., Annual Reviews, Inc., 1980,  pp. 527-558, DOI:10.1146/annurev.ea.08.050180.002523. URL consultato l'11 marzo 2012.
- (EN) B. G. Williams, T. C. Duxbury e C. E. Hildebrand, Improved Determination of Phobos and Deimos Masses from Viking Fly-Bys, in Abstracts of the Lunar and Planetary Science Conference, vol. 19, 1988,  p. 1274. URL consultato il 9 gennaio 2019.
- (EN) T. A. Morley, A catalogue of ground-based astrometric observations of the Martian satellites, 1877-1982, in Astronomy and Astrophysics Supplement Series, vol. 77, n. 2, 1989,  pp. 209-226. URL consultato il 9 marzo 2012.
- (EN) Bruce G. Bills, Gregory A. Neumann, David E. Smith e Maria T. Zuber, Improved estimate of tidal dissipation within Mars from MOLA observations of the shadow of Phobos (PDF), in Journal of Geophysical Research, vol. 110, E07, 2005,  pp. 1-15, DOI:10.1029/2004je002376. URL consultato il 4 gennaio 2019 (archiviato dall'url originale il 25 maggio 2017).
- (EN) Michael W. Busch et al., Arecibo radar observations of Phobos and Deimos, in Icarus, vol. 186, n. 2, febbraio 2007,  pp. 581-584, DOI:10.1016/j.icarus.2006.11.003.
- (EN) G. A. Landis, Origin of Martian Moons from Binary Asteroid Dissociation, American Association for Advancement of Science Annual Meeting February 14-19, 2002, Boston MA, 2009. URL consultato il 7 agosto 2012.
- (EN) R. A. Jacobson, The Orbits and Masses of the Martian Satellites and the Libration of Phobos, in The Astronomical Journal, vol. 139, n. 2, 2010,  pp. 668-679, DOI:10.1088/0004-6256/139/2/668.
- (EN) R. A. Craddock, Are Phobos and Deimos the result of a giant impact?, in Icarus, vol. 211, n. 2, 2011,  pp. 1150-1161, DOI:10.1016/j.icarus.2010.10.023.
- (EN) A. T. Basilevsky, C. A. Lorenz, T. V. Shingareva, J. W. Head, K. R. Ramsley e A. E. Zubarev, The surface geology and geomorphology of Phobos, in Planetary and Space Science, vol. 102, 1º novembre 2014,  pp. 95-118, DOI:10.1016/j.pss.2014.04.013.
- (EN) Thomas C. Duxbury, Alexander V. Zakharov, Harald Hoffmann e Edward A. Guinnessd, Spacecraft exploration of Phobos and Deimos, in Planetary and Space Science, vol. 102, 1º novembre 2014,  pp. 9-17, DOI:10.1016/j.pss.2013.12.008.
- (EN) M. Kudryashova, P. Rosenblatt e J.-C. Marty, Phobos mass estimations from MEX and Viking 1 data: influence of different noise sources and estimation strategies (PDF), in Z. Malkin e N. Capitaine (a cura di), Proceedings of the Journées 2014 "Systèmes de référence spatio-temporels": Recent developments and prospects in ground-based and space astrometry, held at Pulkovo Observatory from 22 to 24 September 2014,  pp. 100-103, ISBN 978-5-9651-0873-2 & ISBN 978-2-901057-70-3.
- (EN) J. B. Murray e D. C. Heggie, Character and origin of Phobos' grooves, in Planetary and Space Science, vol. 102, novembre 2014,  pp. 119-143, DOI:10.1016/j.pss.2014.03.001.
- (EN) D. Pascu, S. Erard, W. Thuillot e V. Lainey, History of telescopic observations of the Martian satellites, in Planetary and Space Science, vol. 102, novembre 2014,  pp. 2-8, DOI:10.1016/j.pss.2013.07.006.
- (EN) Martin Pätzold, Tom Andert, Robert Jacobson, Pascal Rosenblatt e Véronique Dehant, Phobos: Observed bulk properties, in Planetary and Space Science, vol. 102, novembre 2014,  pp. 86-94, DOI:10.1016/j.pss.2014.01.004.
- (EN) Carle M. Pieters, Scott Murchie, Nicolas Thomas e Daniel Britt, Composition of Surface Materials on the Moons of Mars, in Planetary and Space Science, vol. 102, 1º novembre 2014,  pp. 144-151, DOI:10.1016/j.pss.2014.02.008.
- (EN) O. Witasse et al., Mars Express investigations of Phobos and Deimos, in Planetary and Space Science, vol. 102, 1º novembre 2014,  pp. 18-34, DOI:10.1016/j.pss.2013.08.002.
- (EN) Ryuki Hyodo, Pascal Rosenblatt, Hidenori Genda e Sébastien Charnoz, On the Impact Origin of Phobos and Deimos. II. True Polar Wander and Disk Evolution, in The Astrophysical Journal, vol. 851, n. 2, 19 dicembre 2017,  pp. 1-9, DOI:10.3847/1538-4357/aa9984.
- (EN) Antonella Ferri, Stewart Pelle, Maurizio Belluco, Thomas Voirin e Rolando Gelmi, The exploration of PHOBOS: Design of a Sample Return mission, in Advances in Space Research, vol. 62, n. 8, ottobre 2018,  pp. 2163-2173, DOI:10.1016/j.asr.2018.06.014.
- (EN) Timothy D. Glotch, Christopher S. Edwards, Mehmet Yesiltas, Katherine A. Shirley, Dylan S. McDougall, Alexander M. Kling, Joshua L. Bandfield e Christopher D. K. Herd, MGS‐TES Spectra Suggest a Basaltic Component in the Regolith of Phobos, in Journal of Geophysical Research: Planets, vol. 123, n. 10, ottobre 2018,  pp. 2467-2484, DOI:10.1029/2018JE005647.
- (EN) Bradley M. S. Hansen, A dynamical context for the origin of Phobos and Deimos, in Monthly Notices of the Royal Astronomical Society, vol. 475, n. 2, 1º aprile 2018,  pp. 2452-2466, DOI:10.1093/mnras/stx3361.
- (EN) S. Le Maistre, A. Rivoldini e P. Rosenblatt, Signature of Phobos' interior structure in its gravity field and libration, in Icarus, vol. 321, 15 marzo 2019,  pp. 272-290, DOI:10.1016/j.icarus.2018.11.022.